# 北京铁路西北环线
北京铁路西北环线是中华人民共和国首都北京市的一条铁路线。该铁路连接了位于京包铁路上的沙河站和位于丰沙铁路上的三家店站，线路穿越北京市城区的北部、西北部和西部地区，成C字形半环形，故名西北环线。全线长度34公里，共设车站六座。

## 历史

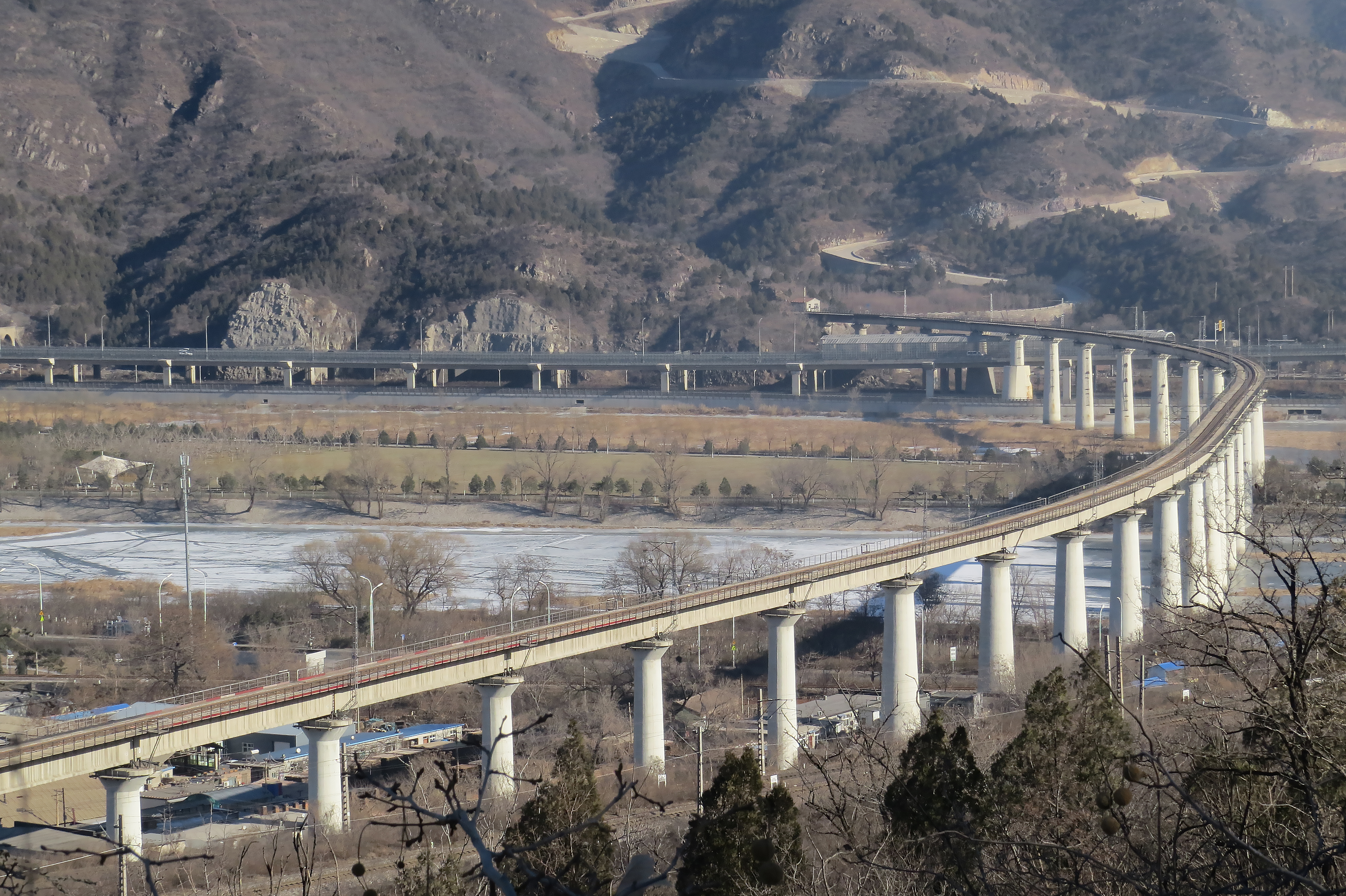
连接西北环线军庄站与丰沙线斜河涧站的斜军联络线

1971年7月，北京枢纽西北环线开工，工程长度33.3公里，自丰沙铁路三家店站向北引出，至京包铁路昌平站南侧10公里处的沙河站止。为京包铁路、京通铁路、丰沙铁路、京门铁路等线路的联络线。1979年12月初步建成。
1999年6月25日，北京铁路局曾开行北京北经清华园、后章村、 凤凰岭、鹫峰、大觉寺、三家店至西黄村的京郊旅游列车，沿京包线和西北环线运行。京承线和京通线也同时开行旅游列车，试验性地实现了铁路公交化。2006年5月10日，由于北京南站停运，北京南至张家口的7115/7116次列车改为北京北站始发，经京包、西北环、丰沙线运行，2007年4月18日改为6411/6412次列车，2008年停运。
2014年，西北环线上开始开行京津冀货物快运列车（北行X491次、南行X482次）。